# Мишленишки окръг
Мишленишки окръг (на полски: Powiat myślenicki) е окръг в Южна Полша, Малополско войводство. Заема площ от 673,08 км2. Административен център е град Мишленице.

## География
Окръгът се намира в историческия регион Малополша. Разположен е в централната част на войводството.

## Население
Населението на окръга възлиза на 122 599 души (2012 г.). Гъстотата е 182 души/км2.

## Административно деление
Административно окръгът е разделен на 9 общини.
Градско-селски общини:
- Община Добчице
- Община Мишленице
- Община Сулковице

Селски общини:
- Община Вишньова
- Община Любен
- Община Пчим
- Община Рачеховице
- Община Токарня
- Община Шеправ

## Фотогалерия
- Добчице
- Мишленице
- Сулковице